# Agrotis hellwegeri
Agrotis hellwegeri är en fjärilsart som beskrevs av Franz Dannehl 1925. Agrotis hellwegeri ingår i släktet Agrotis och familjen nattflyn. Inga underarter finns listade i Catalogue of Life.